# Подвижна телевизионна станция
Подвижната телевизионна станция (ПТС) представлява ван оборудван с телевизионна техника предназначена за запис и излъчване на различни предавания концерти и живи връзки.
Тя е оборудвана с определен брой камери, режисьорски, операторски и тонрежисьорски пулт.
Работата с ПТС позволява да бъдат излъчвани както живи предавания така и предавания на запис. Също така могат да се записват сигналите от няколко камери едновременно чрез така наречените магнетофони.